# 长叶胡枝子
长叶胡枝子（学名：Lespedeza caraganae）为豆科胡枝子属下的一个种。

## 扩展阅读
維基物種上的相關：长叶胡枝子